# Berkenthin
Berkenthin est une commune allemande du Schleswig-Holstein, située dans l'arrondissement du duché de Lauenbourg (Kreis Herzogtum Lauenburg), à dix kilomètres au nord-ouest de la ville de Ratzeburg. Berkenthin est la commune la plus peuplée des onze communes de l'Amt Berkenthin et le siège administratif de cet Amt.